# Moreliai vízvezeték
A moreliai vízvezeték (spanyolul: Acueducto de Morelia) a mexikói Michoacán állam fővárosában, Moreliában található, római stílusú vízvezeték, amely a spanyol gyarmati időkben készült. Morelia városát 1541-ben Valladolid néven alapították; történelmi jelentőségű műemlékei miatt 1991-ben az UNESCO a Világörökség részévé nyilvánította.

## Története
Az első vízvezetéket a város alapítása után nem sokkal, 1549 körül építették a 16. században, azonban ez szerkezete miatt folyamatosan felújításra szorult. A század végén egy másik szerkezetet emeltek, amely az előzőt nagy részben helyettesítette. Jelenlegi formáját csak a 18. században nyerte el, az első építkezés 1728-tól 1730-ig tartott, és részben az előző struktúrára épült. 1785 és 1788 között felújították.

## Felépítése
A vízvezeték 253 boltíven nyugszik, legnagyobb magassága 9,24 méter. Hosszúsága mintegy 2 km, érintve a város központját, valamint Fuente Tarascát. Vízvezetékként való használata 1910-ben ért véget; azóta műemlék.